# John Summerson
John Newenham Summerson (25 de noviembre de 1904 - 10 de noviembre de 1992) Historiador del arte, arquitecto y periodista y divulgador inglés.
Nació en Darlington , Reino Unido. Estudio en Harrow School y University College de Londres donde obtuvo la licenciatura en 1928. Escribió principalmente sobre la arquitectura británica, especialmente la de la Época georgiana. Su Architecture in Britain: 1530-1830 (1 ª edición 1953) sigue siendo un estándar de trabajo sobre el tema para estudiantes y lectores.
Su obra, El lenguaje clásico de la arquitectura (1963), es una introducción a los elementos de estilo clásico en arquitectura y las huellas de su uso y la variación en diferentes épocas, está basado en una serie de conferencias, que reunió para este libro. Escribió monografías sobre distintos arquitectos como Íñigo Jones. 
En 1945 se convirtió en conservador del Museo Soane hasta 1984

## Obras

### Del autor
Selección de algunas de sus obras
- 1943: The Microcosm of London, Penguin Books, London/New York.
- 1947: The Architectural Association 1847–1947. Pleiades Books, London 1947
- 1953: Sir Christopher Wren. Collins Clear Type Press, London.
- 1966: Inigo Jones. Pelican series: The Architect and Society. Penguin Books, Harmondsworth, Middlesex, England.
- 1966: The Classical Language of Architecture, University Paperbacks. Methuen & Co. Ltd., London traducido como El lenguaje clásico de la arquitectura: de L. B. Alberti a Le Corbusier Editorial Gustavo Gili, 1978. ISBN 84-252-0806-8 nueva edición ISBN 84-252-1644-3
- 1977: Architecture in Britain 1530 to 1830,Penguin Books, Harmondsworth, Middlesex, England, ISBN 0-14-056003-3.
- 1980: The Life and Work of John Nash, Architect. MIT Press, Cambridge, Massachusetts, USA.
- 1986: The Architecture of the Eighteenth Century.
- 2003: Georgian London, Barrie & Jenkins, London, ISBN 0-7126-2095-8.

### Sobre el autor
- John N. Summerson, 1939-1945: tracce per una cronaca della ricerca Michela Rosso Storia urbana, ISSN 0391-2248, Vol. 23, Nº 86, 1999, pags. 139-162

## Premios y condecoraciones
- Medalla de Oro del RIBA en 1976[3]
- Order of the Companions of Honour
- Orden del Imperio Británico